# Karangrejo Lor
Karangrejo Lor is een bestuurslaag in het regentschap Pati van de provincie Midden-Java, Indonesië. Karangrejo Lor telt 1002 inwoners (volkstelling 2010).